# Himmelfahrtskommando El Alamein
Himmelfahrtskommando El Alamein ist ein italienisch-deutscher Kriegsfilm aus dem Jahre 1968 mit internationaler Starbesetzung, darunter Lee van Cleef, Joachim Fuchsberger, Götz George und Heinz Reincke.

## Handlung
Nordafrika im Oktober 1942. Der Vormarsch der deutschen Truppen unter der Führung von Generalfeldmarschall Rommel gen Ägypten geht zügig voran, lediglich die italienischen Verbündeten erscheinen den angloamerikanischen Alliierten als schwaches Glied in der deutschen Offensive. Unter der Führung des impulsiven US-Sergeant Sullivan und dem besonneneren Italo-Amerikaner Captain Valli landen die Amerikaner per Fallschirm mit einem Spezialtrupp nahe dem italienischen Lager in einer Oase und nehmen diese ein. Sullivan und seine Leute können die Italiener in ihrem Camp kurz vor El Alamein überrumpeln und warten in italienischen Uniformen auf die Deutschen. Sie hoffen beim anstehenden Besuch der Vertreter von Rommels Afrikakorps einiges über die deutschen Vormarschpläne Pläne zu erfahren.
Zwei Tage lang müssen die Amerikaner in italienischer Verkleidung ausharren, dann soll Entsatz durch die eigenen Leute eintreffen. Die Nerven der Okkupanten sind zum Zerreißen gespannt, und auch die Italiener befürchten ein Blutbad, sollte Sullivans Finte aufgedeckt werden. Doch Oberleutnant Heitzel von der Wehrmacht merkt während seines Besuchs mit seinem Trupp (darunter Oberleutnant Rudi, Unteroffizier Hans und Sergeant Braumann) nach kurzer Zeit, dass etwas nicht in Ordnung ist. Unvermittelt kommt es zu einem wilden, mit aller Brutalität und Härte geführten Schusswechsel, an dessen Ende nur noch der Deutsche Hans und der Italiener Aldo am Leben sind. Sie werfen ihre Waffen fort.

## Produktionsnotizen
Himmelfahrtskommando El Alamein entstand 1968 auf Sardinien und erlebte am 19. November 1968 in Italien seine Uraufführung. Am 8. August 1969 fand die deutsche Erstaufführung statt. Die deutsche Fassung wurde gegenüber der fast zweistündigen Originalversion um rund 24 Minuten gekürzt. Für den Videovertrieb erhielt der Streifen den neuen Titel Mit Eichenlaub und Schwertern.

## Kritiken
Das Lexikon des Internationalen Films sah in dem Streifen eine „Episode aus dem Afrika-Feldzug des Zweiten Weltkriegs, die lediglich als Stoff für ein blutiges Stück Spannungskino fern jeder dokumentarischen Absicht dient.“
US-Kritiker Leonard Maltin nannte den Streifen „ein klischeegetränktes Kriegsdrama“.